# Gare de Suresnes - Mont Valérien
Gare de Suresnes – Mont Valérien – stacja kolejowa w Suresnes, w regionie Île-de-France, we Francji. Znajdują się tu 2 perony.